# Salvador Cabezas
Salvador Flamenco Cabezas (ur. 28 lutego 1947 w San Salvadorze) – salwadorski piłkarz, reprezentant kraju grający na pozycji napastnika.

## Kariera klubowa
Salvador Cabezas podczas kariery piłkarskiej występował w klubach Adler San Nicolas.

## Kariera reprezentacyjna
Salvador Cabezas grał w reprezentacji Salwadoru w latach sześćdziesiątych i siedemdziesiątych. W 1968 roku wystąpił na Igrzyskach Olimpijskich w Meksyku, gdzie wystąpił w przegranym meczu z Węgrami i zremisowanym z Ghaną.
W 1968 i 1969 roku uczestniczył w eliminacjach Mistrzostw Świata 1970. Na Mundialu w Meksyku wystąpił we wszystkich trzech spotkaniach z Meksykiem, ZSRR i Belgią.
W 1973 roku uczestniczył w eliminacjach Mistrzostw Świata 1974.